# Anidorus testaceipes
Anidorus testaceipes is een keversoort uit de familie schijnsnoerhalskevers (Aderidae). De wetenschappelijke naam van de soort werd in 1892 gepubliceerd door Maurice Pic.